# Andy Pandy
Andy Pandy est une série télévisée d'animation britannique qui a été créée sur BBC TV à l'été 1950. À l'origine en direct, une série de 26 programmes filmés a été diffusée jusqu'en 1970, date à laquelle une nouvelle série de 13 épisodes a été réalisée. Une reprise de la série télévisée a été faite en 2002. Le spectacle a servi de base à une bande dessinée du même nom dans les magazines pour enfants Robin et Pippin.

## Versions originales 1950 et 1970
La version originale d'Andy Pandy a été créée sur BBC TV en 1950, le 11 juillet ou le 20 juin, dans le cadre du volet "Pour les enfants" raconté par Maria Bird. Au départ, les programmes étaient diffusés en direct, mais on s'est rendu compte que si les programmes étaient filmés, ils pourraient être renouvelés. 26 épisodes d'une durée de quinze minutes ont été filmés en 16 mm, et ont été produits vers 1952 ; ils ont été répétés sans interruption jusqu'en 1969. En 1970, treize nouveaux épisodes ont été faits en couleur avec Vera McKechnie comme narratrice. 
Une marionnette qui vit dans un panier de pique-nique, Andy, a ensuite été rejoint par Teddy, un ours en peluche, et Looby-Loo, une poupée de chiffon, qui apparaît quand Andy et Teddy ne sont pas là. Tous les trois vivent dans le même panier de pique-nique.
On prétend que la conception du personnage était basée sur Paul Atterbury, alors jeune-fils de la marionnettiste Audrey Atterbury. Une version de bande dessinée a été publiée dans Robin.
L'équipe de production de la série originale était
- Producteur: Freda Lingstrom.
- Narrateur: Maria Bird et plus tard Vera McKechnie.
- Écrivain/compositeur: Freda Lingstrom et Maria Bird.
- Chanteurs: Gladys Whitred, Julia Williams et Maria Bird (dans la série de couleurs 1970).
- Marionnettistes: Audrey Atterbury, Molly Gibson, Martin Grainger, Les Stavordales et Christopher Leith (dans la série de couleurs 1970).

## 2002
Une autre série de 52 épisodes a été réalisée en 2002, en utilisant la technique du stop-motion au lieu du marionnettisme à cordes. La pépinière et le jardin d'origine ont été étendus à un village entier, avec Andy, Teddy et Looby Loo possédant désormais des maisons individuelles, et quatre nouveaux personnages ont été introduits dans la série: Missy Hissy et son frère, un autre serpent qu'on n'a jamais vu, Tiffo, un chien turquoise et violet, Bilbo (chant interprété par David Holt), un marin, et Orbie (chant interprété par Maria Darling); une boule jaune et bleue. La nouvelle série a été racontée par l'acteur Tom Conti qui a lui-même été doublé en français par Frédéric Cerdal. Alors que la série originale mettait l'accent sur la musique et le mouvement, la série de 2002 mettait l'accent sur la création et la réalisation.
Les épisodes de chaque série sont répertoriés, ainsi que leurs chansons (le cas échéant):

### Saison 1
| #  | Titre de l'épisode              | Écrit par     | Résumé | Date de diffusion originale | Chanson           |
| -- | ------------------------------- | ------------- | --- | --------------------------- | ----------------- |
| 1  | Cache-cache                     | Chris Allen   | Teddy se perd lors d'une partie de cache-cache. | 25 mars 2002                | Marelle           |
| 2  | Le ballon                       | Jimmy Hibbert | Le ballon d'Andy Pandy est dégonflé. | 26 mars 2002                | Marelle           |
| 3  | Bilbo fait du bateau            | Chris Allen   | Andy Pandy et Looby Loo fabriquent un bateau et le naviguent sur une flaque d'eau de pluie.                                                                                                   | 27 mars 2002                | Mon chéri         |
| 4  | Le Pique-nique                  | Jimmy Hibbert | Il y'a beaucoup d'excitation dans le jardin lorsque Looby Loo organise un pique-nique. Cependant, tout en aidant, Teddy parvient à casser ses assiettes. Andy Pandy a une solution.           | 28 mars 2002                | Mon chéri         |
| 5  | L'habitant de la lune           | Chris Allen   | Teddy est coincé dans une boîte en carton et Andy Pandy le prend pour un visiteur de la lune.                                                                                                 | 29 mars 2002                | Chaises musicales |
| 6  | Andy fait de la musique         | Jimmy Hibbert | Andy Pandy fabrique des instruments de musique à partir de tout et de rien, pour que Looby Loo puisse danser toute la journée.                                                                | 30 mars 2002                | Chaises musicales |
| 7  | Le petit bout de bois           | Chris Allen   | Andy Pandy et ses amis décident de nettoyer leurs maisons au printemps. | 31 mars 2002                | La peinture       |
| 8  | Andy fait de la peinture        | Jimmy Hibbert | Teddy piétine les fleurs bleues préférées de Looby Loo, alors il fabrique des fleurs leurres avec du papier de soie, des brindilles et de la peinture bleue.                                  | 1er avril 2002              | La peinture       |
| 9  | La plume qui vole               | Chris Allen   | Andy Pandy a un joli cadeau pour Looby Loo, mais il ne cesse de souffler. | 2 avril 2002                | Des boites        |
| 10 | Andy le marionnettiste          | Jimmy Hibbert | Andy Pandy fabrique une marionnette à partir d'une vieille chaussette et essaie de convaincre Missy Hissy qu'elle a un nouvel ami.                                                            | 3 avril 2002                | Des boites        |
| 11 | Le gâteau d'anniversaire        | Chris Allen   | Andy Pandy pense que c'est l'anniversaire de Looby Loo, alors il essaie de faire un gâteau à la glace.                                                                                        | 4 avril 2002                | Jardinage         |
| 12 | Andy et la ficelle              | Jimmy Hibbert | Pendant que Andy Pandy enveloppe un colis, il perd son emprise sur une pelote de ficelle. | 5 avril 2002                | Jardinage         |
| 13 | La boîte à musique              | Chris Allen   | Andy Pandy trouve une boîte à musique et Looby Loo lui apprend à danser. | 6 avril 2002                | Looby Loo         |
| 14 | Andy fait le ménage             | Jimmy Hibbert | Andy Pandy et Teddy aident Looby Loo avec le nettoyage de printemps, mais Teddy ruine un portrait de Looby Loo. Heureusement, Andy Pandy est là pour lui montrer comment réaliser un collage. | 7 avril 2002                | Looby Loo         |
| 15 | La bulle                        | Chris Allen   | Andy Pandy souffle une bulle qui le suit partout. | 8 avril 2002                | Terrain de jeux   |
| 16 | Le cerf-volant                  | Jimmy Hibbert | Teddy aide Looby Loo à laver le linge lorsqu'un drap s'envole. | 9 avril 2002                | Terrain de jeux   |
| 17 | Un repas bruyant                | Chris Allen   | Andy Pandy, Looby Loo et Teddy invitent leurs amis à un repas très étrange. | 10 avril 2002               | Chatouiller       |
| 18 | La pomme de terre magique       | Jimmy Hibbert | Andy Pandy égaye les tuyaux de Missy Hissy. | 11 avril 2002               | Chatouiller       |
| 19 | Les lunettes de soleil de Teddy | Chris Allen   | Teddy essaie de fabriquer une paire de lunettes de soleil. | 12 avril 2002               | Camping           |
| 20 | Teddy l'impatient               | Jimmy Hibbert | Andy montre à Teddy comment créer des formes de cresson et enseigne à son ami une leçon de patience.                                                                                          | 13 avril 2002               | Camping           |
| 21 | Le Nid                          | Chris Allen   | Andy et ses amis essaient de faire éclore des œufs étranges qu'ils trouvent dans un nid. | 14 avril 2002               | Venir jouer       |
| 22 | Le Carillon                     | Chris Allen   | Andy Pandy entend le son de la sonnerie, mais ne peut pas comprendre comment le bruit est produit.                                                                                            | 15 avril 2002               | Venir jouer       |
| 23 | Teddy et la pâte à modeler      | Jimmy Hibbert | Après que Tiffo ait détruit le modèle de souris en pâte à modeler de Teddy, Andy Pandy fabrique de la pâte à modeler afin que Teddy puisse créer un modèle de son mentor.                     | 16 avril 2002               | Pique-nique       |
| 24 | Teddy fait des bulles           | Jimmy Hibbert | Tout en aidant Looby Loo à faire la vaisselle, Teddy découvre les joies de faire des bulles.                                                                                                  | 17 avril 2002               | Pique-nique       |
| 25 | Andy et la clochette            | Chris Allen   | Teddy fait une raquette quand Andy Pandy trouve une cloche. | 18 avril 2002               | Tiffo             |
| 26 | Teddy l'artiste                 | Jimmy Hibbert | Teddy a du mal à peindre une image de sa maison. Il est sur le point d'abandonner quand Andy suggère une nouvelle façon de dessiner sa maison - avec du papier et des crayons de cire.        | 19 avril 2002               | Tiffo             |

### Saison 2
| #  | Titre de l'épisode             | Écrit par     | Résumé | Date de diffusion originale | Chanson            |
| -- | ------------------------------ | ------------- | --- | --------------------------- | ------------------ |
| 1  | Teddy roi de la paille         | Jimmy Hibbert | Teddy utilise une paille pour ennuyer Looby Loo. | 2 septembre 2002            | Dis bonjour        |
| 2  | Andy fait du camping           | Chris Allen   | C'est une nuit chaude, alors Andy Pandy et Teddy fabriquent une tente pour pouvoir dormir dehors.                                                                               | 3 septembre 2002            | Dis bonjour        |
| 3  | Les œufs en chocolat           | Jimmy Hibbert | Andy Pandy et Teddy font des œufs en chocolat, puis partent à la chasse aux œufs.                                                                                               | 4 septembre 2002            | Jeu de quilles     |
| 4  | Andy est malade                | Chris Allen   | Andy Pandy a attrapé un rhume et n'arrête pas d'éternuer, mais ses amis l'aident à se sentir mieux.                                                                             | 5 septembre 2002            | Jeu de quilles     |
| 5  | Teddy et le scarabée           | Jimmy Hibbert | Lorsque Teddy est effrayé par un scarabée, Andy Pandy l'aide à surmonter sa peur en fabriquant des masques de scarabée avec lui.                                                | 6 septembre 2002            | Coucou             |
| 6  | Le ballon musical              | Chris Allen   | Andy Pandy et Teddy trouvent une balle très inhabituelle. | 7 septembre 2002            | Coucou             |
| 7  | Andy et le collier             | Jimmy Hibbert | Lorsque Teddy brise la chaîne de marguerite de Looby Loo, Andy Pandy lui montre comment fabriquer des perles colorées pour un collier de remplacement.                          | 8 septembre 2002            | Armoire d'Andy     |
| 8  | Andy et l'encre magique        | Chris Allen   | Andy Pandy dessine une image avec sa nouvelle encre et est étonné lorsque son travail disparaît de la page.                                                                     | 9 septembre 2002            | Armoire d'Andy     |
| 9  | Les échasses de Teddy          | Jimmy Hibbert | Lorsque Tiffo et Teddy perdent la collation préférée de Tiffo dans les branches d'un arbre, Andy Pandy montre à Teddy comment fabriquer une paire d'échasses pour la récupérer. | 10 septembre 2002           | Jouer avec Tiffo   |
| 10 | Teddy et les trois ours        | Chris Allen   | Teddy a peur quand il pense voir un autre ours essayer de lui faire peur. | 11 septembre 2002           | Jouer avec Tiffo   |
| 11 | Andy et l'épouvantail          | Jimmy Hibbert | Quand Andy Pandy et Looby Loo font un épouvantail, ils ne s'attendent pas à ce qu'il fasse peur à Teddy, mais c'est le cas !                                                    | 12 septembre 2002           | Courses            |
| 12 | Teddy et la flûte              | Chris Allen   | Teddy a reçu un sifflet d'un sou en cadeau, mais Tiffo pense que c'est un os long et fin.                                                                                       | 13 septembre 2002           | Courses            |
| 13 | Teddy et les cuillères en bois | Jimmy Hibbert | Teddy se fait du mal avec deux cuillères en bois, alors Andy Pandy lui montre comment en faire des marionnettes en bois.                                                        | 14 septembre 2002           | S'habiller         |
| 14 | Un chariot pour Tiffo          | Chris Allen   | Quand la patte de Tiffo est piquée par une guêpe, Andy Pandy et Teddy lui fabriquent une charrette afin qu'ils puissent encore l'emmener faire des promenades à roulettes !     | 15 septembre 2002           | S'habiller         |
| 15 | Instruments à vent             | Jimmy Hibbert | Lorsque Bilbo trouve une boîte de boulons, Andy Pandy a l'idée originale de les utiliser pour fabriquer un carillon à vent musical.                                             | 16 septembre 2002           | Des pâtés de sable |
| 16 | Un après-midi à la plage       | Jimmy Hibbert | Quand Andy Pandy découvre que le vieux coffre marin de Bilbon est plein de sable, il passe des vacances à la mer sur sa propre plage.                                           | 17 septembre 2002           | Des pâtés de sable |
| 17 | Un petit-déjeuner mérité       | Jimmy Hibbert | Quand Teddy renverse une partie de ses céréales, Andy Pandy lui montre comment faire un collage avec.                                                                           | 18 septembre 2002           | Cerfs-volants      |
| 18 | Le chant de oiseaux            | Chris Allen   | Andy Pandy veut entendre le refrain de l'aube, mais a du mal à se réveiller à l'heure.                                                                                          | 19 septembre 2002           | Cerfs-volants      |
| 19 | Teddy fait du patin            | Jimmy Hibbert | Teddy reçoit en cadeau une paire de patins à roulettes, alors il défie Andy Pandy et Looby Loo à une course.                                                                    | 20 septembre 2002           | Rester en forme    |
| 20 | Sèche tes larmes, Andy         | Jimmy Hibbert | Quand Andy Pandy épluche un gros oignon, lui et ses amis n'arrêtent pas de pleurer.                                                                                             | 21 septembre 2002           | Rester en forme    |
| 21 | Un jeu pour Orbie              | Jimmy Hibbert | Orbie est triste parce que, étant un ballon, il ne peut pas participer aux jeux de ses amis, jusqu'à ce qu'Andy Pandy lui fasse quelque neuf broches à renverser.               | 22 septembre 2002           | Passer le colis    |
| 22 | Andy et Teddy ont le hoquet    | Chris Allen   | Andy Pandy a du mal à offrir à Looby Loo un cadeau secret quand Teddy a le hoquet.                                                                                              | 23 septembre 2002           | Passer le colis    |
| 23 | La chasse au trésor            | Jimmy Hibbert | Andy Pandy conçoit une chasse au trésor pour amuser Teddy. | 24 septembre 2002           | Faisons une fête   |
| 24 | Le puzzle                      | Chris Allen   | Andy Pandy et Looby Loo font une image à partir d'un puzzle, mais ils ne peuvent pas comprendre pourquoi il y a un trou au milieu.                                              | 25 septembre 2002           | Faisons une fête   |
| 25 | Les arbres de papier           | Jimmy Hibbert | Lorsque Teddy s'impatiente d'attendre que son avocat pousse, Andy Pandy l'aide à fabriquer des arbres en papier.                                                                | 26 septembre 2002           | Faire du bruit     |
| 26 | Le marché aux échanges         | Chris Allen   | Lorsque Bilbon informe Andy Pandy et ses amis des marchés extérieurs qu'il a visités, ils décident de créer leur propre marché. Que verra-t-il et réussiront-ils ?              | 27 septembre 2002           | Faire du bruit     |